# Rhumebrücke (1982)
Die Rhumebrücke ist eine 554 m lange Eisenbahnbrücke der Schnellfahrstrecke Hannover–Würzburg nordwestlich der niedersächsischen Stadt Northeim. Auf der Brücke quert die Strecke, zwischen den Streckenkilometern 78,4 und 78,9, die Rhume und trägt daher ihren Namen. Sie liegt im Bereich der Northeimer Seenplatte, einer Reihe von Kiesseen unweit der gleichnamigen Rhumebrücke der Hannöverschen Südbahn.
Das Bauwerk wurde auf zwei Meter dicken Großbohrpfählen bis zu 18,5 m tief gegründet, um einen späteren Kiesabbau in diesem Bereich zu ermöglichen. Der Feldabstand liegt bei 25 m. Im Moment (Stand: 2020) reichen die Kiesabbaugebiete, für deren Überquerung die Brücke angelegt wurde, bis kurz vor das Bauwerk. Der dort demnächst zum Einsatz kommende Tiefengreifer, könnte in etwa vier Jahren über die Brücke gehoben werden und auf der anderen Seite mit der Auskiesung beginnen.
1984 lagen die geplanten Baukosten bei 13,5 Millionen D-Mark.

## Geschichte
Der Streckenabschnitt der Brücke war im Raumordnungsverfahren dem Abschnitt 3 zugeordnet. Das Verfahren wurde am 30. September 1977 abgeschlossen. Im Planfeststellungsverfahren gehörte der Brückenbereich zum Abschnitt 3.1.
Mit dem Bau der Brücke begannen im Juli 1982 die Bauarbeiten der Neubaustrecke im 27 km langen Abschnitt zwischen Northeim und Göttingen.
Die Kiesseen am Rande der Brücke wurden Mitte der 1980er Jahre zu Naherholungsgebieten ausgewiesen. Um eine tragfähige Lösung für deren Querung zu finden, beauftragte die damalige Deutsche Bundesbahn dasselbe Ingenieurbüro, das auch die Umnutzung der Seen plante, mit der Planung der Querung. Dabei war u. a. der Forderung der Stadt nachzukommen, eine Durchgangshöhe von 7,5 m herzustellen, damit auch Segelboote das Bauwerk unterqueren könnten. Massive Brüstungen an der Brücke wurden als Schallschutz vorgesehen. Die Bauarbeiten begannen im Sommer 1982, die geplanten Baukosten lagen bei 13,5 Millionen D-Mark.
Nach Fertigstellung der Brücke war die Brücke noch weitgehend von festem Gelände umgeben. Lediglich ein Kiessee reichte an die aufgeständerte Fahrbahn heran.